# Internegatiu
Un internegatiu és un duplicat de pel·lícula d'una fotografia de moviment. És el color homòleg d'un interpositiu, en què una imatge de color de baix contrast és utilitzada com el positiu entre un negatiu original de càmera i un duplicat negatiu.
Després que una pel·lícula sigui gravada, els negatius originals—agafats directament des de la càmera—són editats a la seqüència correcta i s'imprimeix una pel·lícula cohesionada, creant una impressió interpositiva utilitzada per l'etalonatge digital. De l'interpositiu es fan les primeres còpies, les quals inclouen imatges amb el color ja corregit i una pista de so correctament sincronitzada. Una vegada és aprovat per l'estudi, s'imprimeix la còpia final d'un internegatiu utilitzat per les reproduccions que seran repartides als cinemes.

## Visió general
Els internegatius estan fets exactament damunt la mateixa pel·lícula que les interpositives. Els processos d'una pel·lícula normalment van d'una polaritat a un altre:
1. L'operador de càmera grava una imatge positiva i la pel·lícula acaba en negatiu.
2. El negatiu original és imprès en una pel·lícula que es converteix en un interpositiu. Sovint, es feien dos interpositius, un per ser arxivat i l'altre per continuar el procés.
3. L'interpositiu passa per l'etalonatge digital (per equilibrar les escenes) per convertir-se en l'internegatiu.
4. L'internegatiu es converteix en la impressió d'estrena.

Quan un internegatiu es desgasta durant la impressió, es fa un nou internegatiu a partir de l'interpositiu i continua la impressió per l'estrena. Hi ha algunes pel·lícules (pel·lículesinverses) que poden anar de positiu a positiu o de negatiu a negatiu però no són utilitzades sovint.